# Maciej Rosołek
Maciej Rosołek, né le 2 septembre 2001 à Siedlce en Pologne, est un footballeur polonais qui évolue au poste d'avant-centre au Piast Gliwice.

## Biographie

### En club
Né à Siedlce en Pologne, Maciej Rosołek passe par le club de sa ville natale, le Pogoń Siedlce avant d'être formé au Legia Varsovie. Lors de l'été 2019 il est intégré au groupe de l'équipe première pour les matchs de préparations d'avant-saison. Maciej Rosołek fait ses débuts en professionnel lors de la saison 2019-2020, il est lancé dans le grand bain du monde professionnel par son coach, Aleksandar Vuković, qui le fait entrer en jeu lors d'un match de championnat face au Lech Poznań, le 19 octobre 2019. Seulement deux minutes après son apparition sur la pelouse, et alors que le score est de un partout, Rosołek inscrit le premier but de sa carrière, donnant par la même occasion la victoire à son équipe (2-1). Le 9 février 2020 il se montre à nouveau décisif en marquant le deuxième but de sa jeune carrière en égalisant face au ŁKS Łódź, sept minutes après être entré en jeu. Le Legia parvient ensuite à remporter la partie (3-1). 
Il glane son premier titre en étant est sacré champion de Pologne en 2020.
Le 14 août 2020, Rosołek se fait remarquer en réalisant le premier triplé de sa carrière, lors d'une rencontre de coupe de Pologne face au GKS Bełchatów. Titularisé ce jour-là, ses trois buts permettent à son équipe de s'imposer largement (1-6 score final). 
Le 30 décembre 2020 est annoncé le prêt jusqu'à la fin de la saison de Maciej Rosołek à l'Arka Gdynia,.
En août 2021 il prolonge son contrat avec le Legia Varsovie et prêté dans la foulée à l'Arka Gdynia,.
Le 25 juillet 2024, Maciej Rosołek rejoint le Piast Gliwice. Il signe un contrat d'un an, soit jusqu'en juin 2025, avec une saison supplémentaire en option.

## Palmarès

### En club
Legia Varsovie
- Championnat de Pologne (2) :
  - Champion : 2019-20 et 2020-21.